# Czarny Ruczaj (rejon wołożyński)
Czarny Ruczaj – dawny folwark. Tereny, na których był położony, leżą obecnie na Białorusi, w obwodzie mińskim, w rejonie wołożyńskim, w sielsowiecie Raków.
Dawniej używana nazwa – Czarnorucze.

## Historia
W czasach zaborów folwark w gminie Zasław, w powiecie mińskim, w guberni mińskiej Imperium Rosyjskiego. 
W latach 1921–1945 folwark leżał w Polsce, w województwie wileńskim, w powiecie stołpeckim, a od 1927 w powiecie mołodeckim, w gminie Raków.
Według Powszechnego Spisu Ludności z 1921 roku zamieszkiwały tu 24 osoby, 13 było wyznania rzymskokatolickiego a 11 prawosławnego. Jednocześnie 13 mieszkańców zadeklarowało polską a 11 białoruską przynależność narodową. Były tu 4 budynki mieszkalne. W 1931 w 1 domu zamieszkiwały 4 osoby.
Wierni należeli do parafii rzymskokatolickiej i prawosławnej w Rakowie. Miejscowość podlegała pod Sąd Grodzki w Rakowie i Okręgowy w Wilnie; właściwy urząd pocztowy mieścił się w Rakowie.